# Jiltuneun naui him
Jiltuneun naui him (질투는 나의 힘?), noto anche con il titolo internazionale Jealousy Is My Middle Name, è un film del 2003 scritto e diretto da Park Chan-ok.

## Trama
Lee Weon-san viene improvvisamente lasciato dalla fidanzata, a causa dell'editore di una rivista di letteratura, Han Yun-shik. Weon-san inizia così a progettare la propria vendetta, ma nel frattempo si innamora di una fotografa, Park Seong-yeon, la quale viene in seguito assunta per la medesima rivista, per intraprendere anch'ella una relazione con Seong-yeon.